# Phatische Kommunikation
Phatische Kommunikation (phatic communication) oder phatische Kommunion (phatic communion) bezeichnet Sprechakte, die ausschließlich eine soziale Funktion erfüllen, im Gegensatz zu Informationsgesuchen, Mitteilungen oder Befehlen. Unter anderem können Grußformeln, Floskeln und Füllwörter zur phatischen Kommunikation gezählt werden.

## Begriffsgeschichte
Der Begriff geht auf den polnischen Anthropologen Bronisław Malinowski zurück, der ihn im Jahr 1923 als phatic communion prägte. Er definiert phatische Kommunion als „eine Art der Rede, bei der durch den bloßen Austausch von Wörtern Bande der Gemeinsamkeit geschaffen werden“.

In Roman Jakobsons Theorie der Sprachfunktionen wird bei der phatischen Funktion der Sprache die „Einstellung auf den Kontakt“ hervorgehoben. Sie zeige sich in einem Austausch von ritualisierten Formeln, die „keinen anderen Zweck haben, als die Kommunikation fortzusetzen“. Als Beispiele zitiert er Sätze der Schriftstellerin Dorothy Parker:
›Also!‹ sagte der junge Mann. ›Also!‹ sagte sie. ›Also, da sind wir jetzt‹, sagte er. ›Da sind wir‹, sagte sie, ›nicht wahr?‹ ›Und ob, da sind wir‹, sagte er, ›Jupp! Da sind wir.‹ ›Also!‹ sagte sie. ›Also!‹, sagte er, ›also.‹